# Grupo de la Abadía

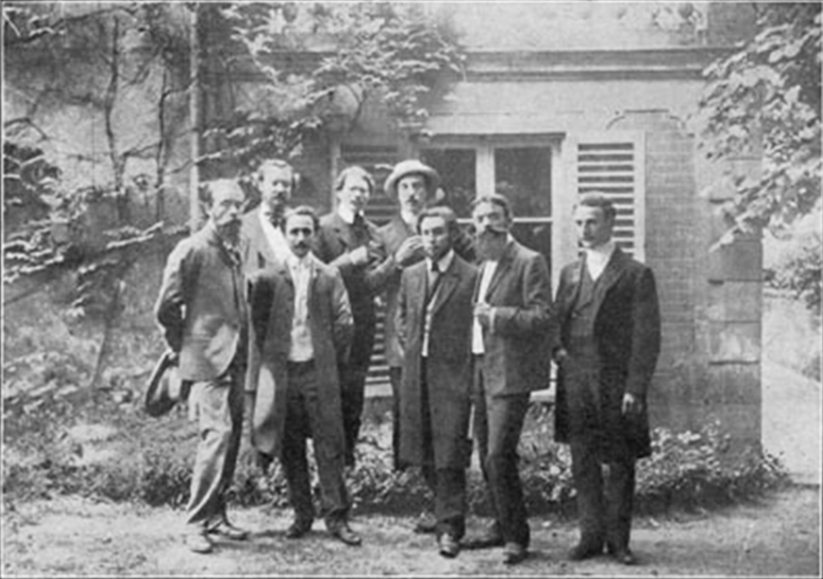
La Abadía de Créteil, ca.1908. Primera fila: Charles Vildrac, René Arcos, Albert Gleizes, Barzun, Alexandre Mercereau. Segunda fila: Georges Duhamel, Berthold Mahn, d'Otémar

El grupo de la Abadía o la Abadía de Créteil fue una comunidad literaria y artística utópica francesa fundada en el mes de octubre de 1906. Su nombre hace referencia a la abadía de Créteil, ya que la mayoría de las reuniones se realizaban en dicho suburbio de París.

## Historia
El grupo de la Abadía de Créteil era un falansterio, una comunidad utópica, fundada en el otoño de 1906 por el pintor Albert Gleizes, y los poetas René Arcos, Henri-Martin Barzun, Alexandre Mercereau y Charles Vildrac. El movimiento se inspiró en la Abadía de Thélème, una creación ficticia de Rabelais en su novela Gargantua. Fue cerrado por sus miembros a principios de 1908.
Georges Duhamel y Vildrac se instalaron en Créteil, justo al sureste de París, en una casa en un entorno tipo parque a la vera del río Marne. Su objetivo era establecer un lugar de libertad y amistad favorable para la creatividad artística y literaria.
Henri-Martin Barzun (padre del historiador y crítico cultural Jacques Barzun) ayudó financieramente a sus amigos de la Abadía de Créteil.
En una sección nunca publicada de su obra "Souvenirs" Gleizes explicó que la idea inicial de la Abadía de Créteil era escapar de la civilización occidental corrupta hacia la simplicidad de la vida en los mares del sur, según el interpretaba había hecho Gauguin. (Robbins, 1964)
El grupo intentó crear una editorial que traería suficientes ingresos para apoyar a la Abadía. El tipógrafo Lucien Linard, amigo de Albert Gleizes, proporcionó la imprenta. Desde enero de 1907 hasta enero de 1908, la Abadía. Barzun, más sofisticado que los otros idealistas de la Abadía, introdujo a Gleizes en la historia específica del socialismo utópico. Aunque Gleizes no ingresó a Abadía con un programa específico en mente. El historiador de arte Daniel Robbins ha establecido las relaciones entre Vers et Prose de Paul Fort, la Abadía, los escritores post-simbólicos y el pensamiento estético comprometido políticamente que llevaría a Gleizes al cubismo. El trabajo pionero de Robbin llevó la historia de la Abadía a un público angloamericano. Caracterizó sus esfuerzos como una "búsqueda de un arte moderno sintético" que expresara ideas sociales. En su ensayo Guggenheim de 1964 sobre Gleizes, Robbins desarrolló estas nociones y las sintetizó así:
Una mirada sintética del universo, presentando los fenómenos notables del tiempo y el espacio, multiplicidad y diversidad, en forma conjunta fue su equivalente pictórico de los ideales que eran caracterizados en la poesía de la Abadía. (Robbins, 1964)

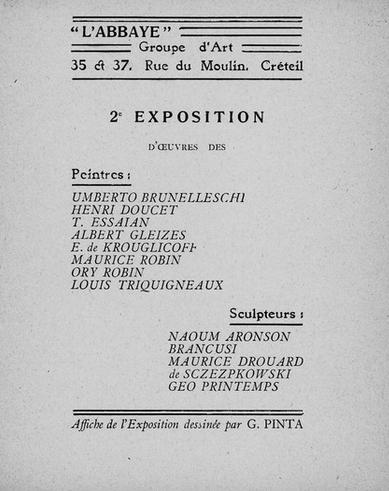
Invitación a la segunda exhibición de la Abadía como un colectivo de arte en la rue du Moulin, Créteil, hacia 1907-08

Muchos artistas visitaron la comunidad y participaron en su proyecto, incluidos el poeta Pierre Jean Jouve; el músico Albert Doyen; el ilustrador Berthold Mahn; el pintor Henri Doucet; Léon Bazalgette, que tradujo al francés el poema Leaves of Grass del poeta norteamericano Walt Whitman; y el escritor Jules Romains, fundador del unanimismo.

## Fotografías hacia 1907

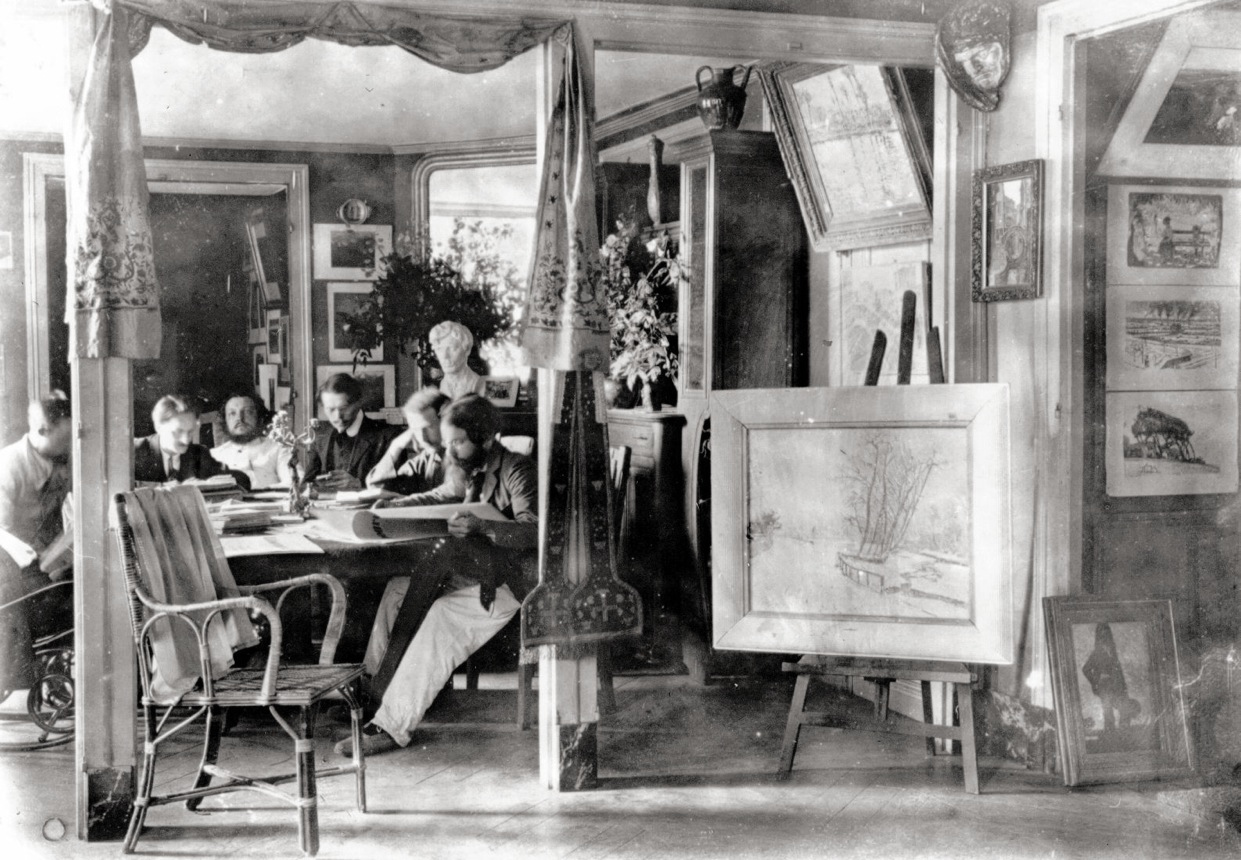
Abadía de Créteil, escena interior
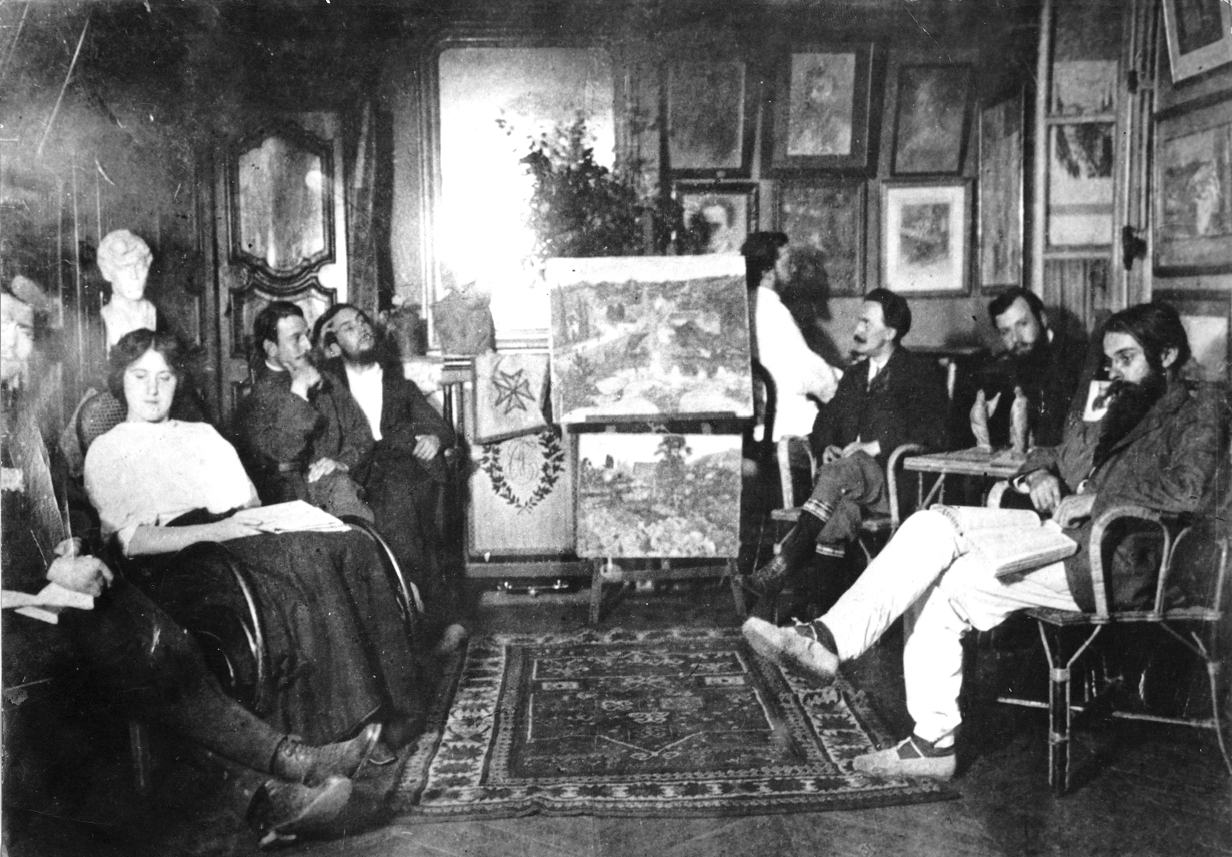
Abadía de Créteil, escena en el interior del grupo
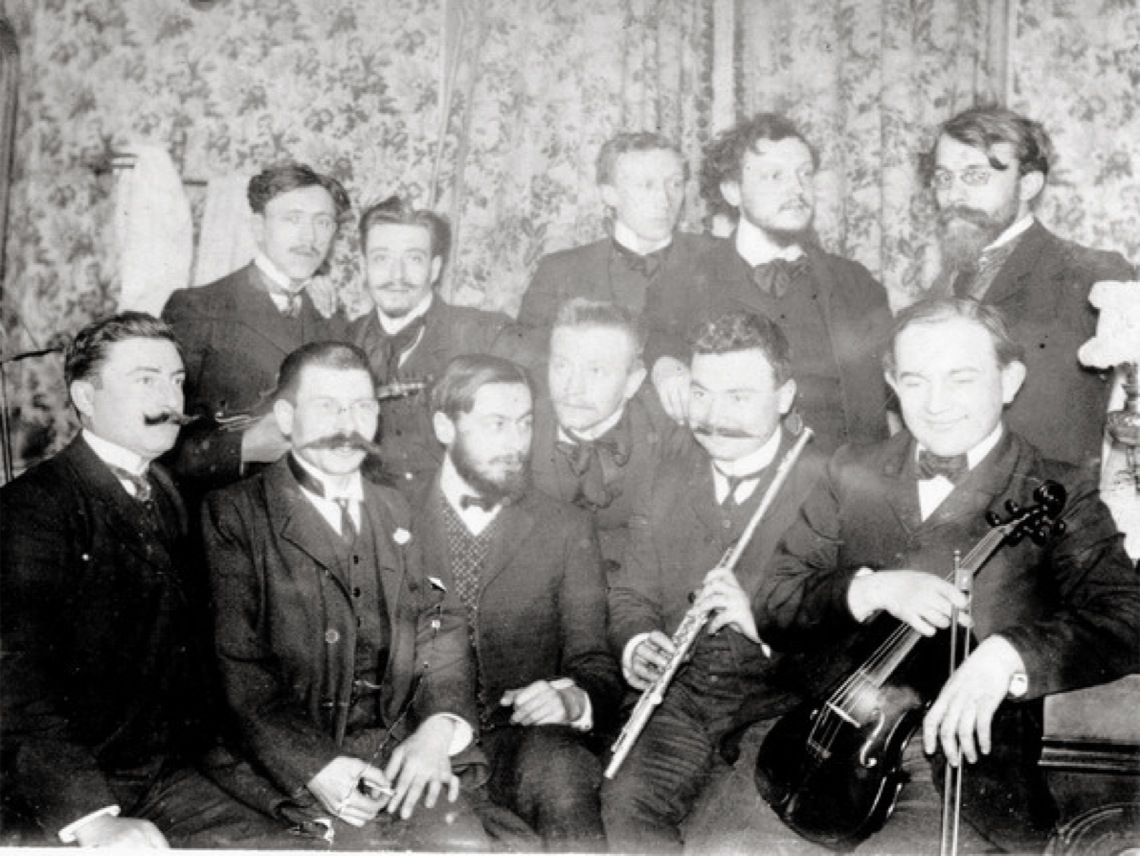
Abadía de Créteil, grupo

## Alguna obras impresas por lasEdiciones de la Abadía
- Paul Adam, L'Art et la Nation "discours prononcé au banquet du 10-12-1906" (05-01-1907)
- Roger Allard, Vertes saisons, Poèmes [1905-1908] (01-04-1908)
- René Arcos, La tragédie des espaces (11-07-1906)
- Henri-Martin Barzun, Adolescence, rêveries, passions [1903-1904]
- La Terrestre tragédie, nouvelle édition annotée - préface G. Kann (1908)
- Michael della Torre, Bouquet de Floréal (1908)
- Nicolas Deniker, Poèmes (02-09-1907)
- Georges Duhamel, Des légendes, des batailles (1907)
- Raoul Gaubert-Saint-Martial, Par ces longues nuits d'hiver (1908)
- Mécislas de Golberg, (Cahiers N.º1 et N.º2 (1-07-1907)
- Louis Haugmard, Les Eveils d'Elinor (02-09-1907)
- Marcel Lenoir (pseudo. De Oury), Raison ou déraison du peintre Marcel Lenoir (1908)
- Prince Ferdinand de Liguori, Edmonda "drame historique en 6 actes" (1908)
- Jean Martet, Les Jeux du sistre et de la flûte (1908)
- Alexandre Mercereau, Gens de là et d'ailleurs (1907)
- Comte Robert de Montesquiou-Fezensac, Passiflora (10-1907)
- Charles Vildrac, Images et mirages (1907)
- Abel Pelletier, Marie-des-Pierres (Episodes  passionnés) (01-07-1907)
- Jean Pilinsky de Belty, Les Prémices (29-06-1908)
- Pierre Rodet, Une touffe d'orties (1908)
- Jules Romains, La Vie unanime (10-02-1909)
- Valentine de Saint-Point, Poèmes d’orgueil (1908)
- Valder, Ma petite Jeannette, impression et souvenir d’enfance (1908)
- Gaston Sauvebois, Après le Naturalisme, vers la doctrine littéraire nouvelle (1908)
- Fritz R. Vander Pijl, Les Saisons Douloureuses (01-09-1907)
- Albert Verdot, Vers les couchants, runes et bucrânes (1908)
- Charles Vildrac, Images et mirages (22-11-1907)
- Triptyque (20-06-1907)
- Poèmes 1905 [2ème édition]
- Lucien Linard imprimió el primer libro de poesía de Pierre Jean Jouve, Artificiel, con la tapa ilustrada por Albert Gleizes (1909)